# DRAGON SOUL 2021
DRAGON SOUL 2021（ドラゴン・ソウル・ニゼロニイチ）は、きいやま商店の配信限定シングル。2021年6月2日配信開始。発売元は琉球ドラゴンプロレスリングと業務提供しているDRAGONGATEの傘下であるDRAGONGATE RECORDS。

## 解説
グループにとって、単独名義では8作目、その他の名義も含めると通算9作目の配信限定シングル、シングルとしては約2ヶ月ぶりに発売された。
2017年に琉球ドラゴンプロレスリングが行ったクラウドファンディングにより製作された楽曲『Dragon Soul～琉球ドラゴンプロレスリングのテーマ～』のリメイクバージョン。琉球ドラゴンプロレスリングが団体設立8周年を機に、歌詞の一部を書き直し、新たに録音をし直し、製作された。また、オリジナルバージョンの編曲は生熊アキラが担当したが、本作ではYO-HEIが担当している。
発売の告知と同時に、琉球ドラゴンプロレスリングの公式サイトに製作者クレジットを掲載。その後、「うたまっぷ」にて歌詞が掲載された。

## 収録曲
作詞・作曲：きいやま商店、編曲：志緒川洋平
1. DRAGON SOUL 2021

## 参加ミュージシャン
- リョーサ - ボーカル、バッキング・ボーカル
- だいちゃん - ボーカル、バッキング・ボーカル
- マスト - ボーカル、バッキング・ボーカル
- グルクンマスク - バッキング・ボーカル
- YO-HEI - ギター、プログラミング
- 中澤矢束 - ギター
- 人時 - ベース
- LEVIN - ドラムプログラミング

## 収録アルバム
アルバム未収録